# Tadeusz Robak
Tadeusz Jerzy Robak (ur. 15 września 1949 w Kramsku) – polski lekarz, internista i hematolog, profesor nauk medycznych, profesor Uniwersytetu Medycznego w Łodzi, rektor Akademii Medycznej w Łodzi (2002).

## Życiorys
W 1973 ukończył studia na Akademii Medycznej w Łodzi. Kolejne stopnie naukowe uzyskiwał na uczelni macierzystej – doktora w 1979, zaś doktora habilitowanego w 1987. Tytuł profesora nauk medycznych otrzymał 20 stycznia 1993.
Zawodowo związany z Akademią Medyczną w Łodzi, na której w 1997 objął stanowisko profesora zwyczajnego. W latach 1996–2002 był prorektorem do spraw nauki tej uczelni. W maju 2002 został wybrany na rektora Akademii Medycznej w Łodzi na kadencję rozpoczynającą się 1 września 2002. Po połączeniu AM w Łodzi z Wojskową Akademią Medyczną w Łodzi w tym samym roku miał być, w oparciu o porozumienie rektorskie oraz uchwały obu uczelni, rektorem nowo utworzonego Uniwersytetu Medycznego w Łodzi. Minister zdrowia Mariusz Łapiński powołał od 1 października 2002 na to stanowisko profesora Andrzeja Lewińskiego.
Specjalizuje się w chorobach wewnętrznych oraz hematologii doświadczalnej i klinicznej. Autor i współautor ponad 600 publikacji, w latach 1992–2012 redaktor naczelny czasopisma naukowego „Acta Haematologica Polonica”. Członek stowarzyszeń naukowych, w tym Polskiego Towarzystwa Hematologów i Transfuzjologów (prezes w latach 2012–2019) i Łódzkiego Towarzystwa Naukowego (wiceprezes w latach 2010–2012).
W 2012, za wybitne zasługi w pracy naukowo-badawczej w dziedzinie nauk medycznych, za osiągnięcia w działalności dydaktycznej, został odznaczony Krzyżem Komandorskim Orderu Odrodzenia Polski. Wcześniej odznaczony Krzyżem Oficerskim OOP (1995, za wybitne zasługi dla nauki polskiej i osiągnięcia w pracy dydaktycznej), Medalem im. dr. Henryka Jordana (1998) i Medalem Komisji Edukacji Narodowej (2002).